# Robert Rich
Robert Rich est un musicien et compositeur de musique ambient né le 23 août 1963. Sa carrière s'étale sur plus de 30 ans.
En marge de sa discographie riche de dizaines d'albums, Il est célèbre pour les fameux concerts nocturnes qu'il donna à San Francisco dans les années 1980. Ces concerts s'étalaient sur une durée d'une dizaine d'heures durant laquelle Robert Rich accompagnait le public dans le sommeil avec une musique drone très abstraite, puis le réveillait au petit matin au son du piano. Son album Somnium, paru en 2001, retranscrit l'ambiance de ces concerts, du fait de la durée conséquente de l'album (7 heures), il fut publié sur DVD. Artiste prolifique, Robert Rich collabore régulièrement avec d'autres grands noms de la scène ambient comme Steve Roach ou encore Lustmord.

## Discographie

### Album en solo
- 1982: Sunyata
- 1983: Trances
- 1983: Drones
- 1984: Live
- 1987: Inner Landscapes
- 1987: Numena
- 1989: Rainforest
- 1991: Gaudí
- 1991: Geometry
- 1994: Propagation
- 1994: Night Sky Replies
- 1996: A Troubled Resting Place
- 1998: Below Zero
- 1998: Seven Veils
- 2000: Humidity
- 2001: Bestiary
- 2003: Temple of the Invisible
- 2003: Calling Down the Sky
- 2004: Open Window
- 2005: Echo of Small Things
- 2006: Electric Ladder
- 2007: Music from Atlas Dei
- 2007: Illumination
- 2009: Live Archive
- 2010: Ylang
- 2011: Medicine Box
- 2012: Nest

### Album collaboratifs
- 1985: Urdu avec le groupe Urdu
- 1990: Strata avec Steve Roach
- 1992: Soma avec Steve Roach
- 1995: Yearning" avec Lisa Moskow
- 1995: Stalker avec Brian “Lustmord” Williams
- 1993: Eye Catching avec le groupe Amoeba
- 1997: Watchful avec le groupe  Amoeba
- 1997: Fissures avec Stefano Musso
- 2000: Pivot avec le groupe Amoeba
- 2002: Outpost' avec Ian Boddy
- 2005: Lithosphere avec Ian Boddy
- 2007: Eleven Questions avec Markus Reuter
- 2008: React avec Ian Boddy
- 2008: Zerkalo avec Faryus

### DVDs
- 2007: Atlas Dei
- 2001: Somnium